# زمین‌شناسی هرمزگان
استان هرمزگان بر اساس تقسیم‌بندی زمین‌شناسی-ساختاری ایران، گستره ای است که از شمال به زون ایران مرکزی، از غرب و شمال به واحد ساختاری زاگرس مرتفع، از شرق به واحد ساختاری زاگرس چین خورده و از جنوب شرق به واحد ساختاری مکران و از جنوب به خلیج فارس محدود می‌گردد.

### زون زاگرس
واحد ساختاری زاگرس یکی از واحدهای اصلی و عمده ای است که قسمت زیادیاز استان هرمزگان در این زون واقع شده‌است. گسل انتقالی قطر-کازرون با عبور از این استان واحد ساختاری زاگرس رورانده را در مجاورت زون زاگرس چین خورده قرار می‌دهد. پی سنگ زاگرس یک کمپلکس متبلور دگرگونی می‌باشد. واحد ساختمانی زاگرس چین خورده در حدود ۱۵۰ تا ۲۵۰ کیلومتر دارای روند عمومی شمال غرب به جنوب شرق می‌باشد و در آن رسوبات پالئوزوئیک، مزوزوئیک و ترشیری به‌طور هم شیب روی هم قرار گرفته‌اند. این واحد ساختمانی طی سه مرحله تکامل یافته‌است:
- مرحله پلاتفرم:

که از اینفراکامبرین تا تریاس میانی طول کشیده و طی آن رسوباتی مشابه با البرز و ایران مرکزی بر جا گذاشته شده‌است. در اوایل پرمین زاگرس به وسیلهٔ رسوبات تبخیری-قاره ای پوشیده شده که بعداً رسوبات آهکی مربوط به دریای کم عمق همراه با شیل و رخساره‌های کولابی تا تریاس میانی در آن رسوبگذاری شده‌است.
- مرحله بزرگ ناودیس (تریاس ـ میوسن):

در اواخر تریاس این قسمت از سایر مناطق ایران جدا شد و به صورت حوضه فرورفته ای که دائماً در حال نشست بوده‌است درآمد. جنس این رسوبات کربناته که در آن مارن، ما ـ ه سنگ و شیل نیز کم و بیش دیده می‌شود. وجود رسوبات تبخیری و برخی از نبودهای چینه‌شناسی کوتاه مدت نشانه ای از حرکات قائم (خشکی زایی) در این حوضه رسوبی است. تمام این رسوبات به‌طور هم شیب بر روی رسوبات پالئوزوئیک قرار دارد و هیچ نوع فعالیت ماگماتیسم و دگرگونی طی فاز آلپی در این حوضه مشاهده نمی‌شود.
- مرحله پس از کوهزایی:

این مرحله همزمان با ته‌نشینی کنگلومرای بختیاری طی میوپلیوسن، زاگرس و تمام فلات ایران فاز کوهزایی پاسادنین را پشت سر نهاد و چین خوردگی پیدا کرد.

### زون مکران
زون مکران که در جنوب شرقی استان هرمزگان واقع شده‌است از غرب به گسل میناب، از جنوب به دریای عمان و از شرق به پاکستان محدود می‌شود. در حد شمالی زون مزبور گسل‌ها و تراست‌هایی با روند شرقی ـ غربی وجود دارند که گسل بشاگرد یکی از مهم‌ترین آن‌ها است. قدیمی‌ترین سنگ‌های این زون را ملانژهای رنگی تشکیل می‌دهند که به کرتاسه فوقانی ـ پالئوسن متعلق می‌باشد.

## مهمترین گسلهای استان هرمزگان

### گسل زاگرس مرتفع (HZF)
بر اساس مطالعات و تقسیم‌بندی(Berberian, 1995) این گسل، نوار راندگی زاگرس مرتفع (در شمال خاوری) را از نوار چین خورده (در جنوب باختری) جدا می‌کند. نوار زاگرس مرتفع در راستای قطعات ناپیوسته گسل زاگرس مرتفع به سمت جنوب باختری رورانده شده‌است. شواهد زمین‌شناختی بدست آمده از محل کنونی سنگ‌های پالئوزوئیک بیانگر این مطلب است که این گسل، جابجایی قائم بیش از شش کیلومتر داشته‌است. نمک‌های هرمز در بخش‌های متعددی از این گسل نفوذ کرده و به سطح رسیده‌اند. این مسئله نشان می‌دهد گسل زاگرس مرتفع، گسلی عمقی است که نمک‌های هرمز متعلق به کامبرین زیرین را بریده و فعالیت آن در پوشش رسوبی فانروزوئیک آشکار است.

### گسل جیرفت
به عقیده دیمیتریویچ (۱۹۷۳)، گسل جیرفت شاخه ای از گسل سربیزان یا ادامه جنوبی آن در دشت جیرفت است. بربریان (۱۹۷۶)، گسل جیرفت را با گسل سربیزان یکی نمی‌داند. به عقیده وی، گسل جیرفت احتمالاً دارای حرکت راستگرد بوده و رسوبات کواترنر را قطع می‌کند. کانون یک زمین‌لرزه با بزرگی اندک و عمق ۶۰ تا ۹۰ کیلومتری بر روی این گسل در شمال کهنوج واقع شده‌است (بربریان، ۱۹۷۶). در نقشه زمین‌شناسی شرکت ملی نفت ایران (۱۰۰۰۰۰۰: ۱)، گسل راست گرد جیرفت از خاور سبزواران شروع شده و تا ۱۸۰ کیلومتر به سمت جنوب ادامه می‌یابد، بدین ترتیب که از خانو و منوجان عبور می‌کند و سرانجام در بین آمیزه‌های افیولیتی مکران ناپدید می‌شود.

### گسل میناب
گسل میناب یا گسل زندان، قسمتی از امتداد اورال-عمان-ماداگاسکار (فورون، ۱۹۴۱) به حساب آمده و با روند شمالی – جنوبی در بخش خاوری شهرستان میناب واقع است. به نظر قرشی (۱۹۸۵) این گسل، یک گسل راستالغز راست گرد است که مرز بین دو صفحه همگرای قاره ای زاگرس و پوسته اقیانوسی فعال دریای عمان را در جنوب مکران تشکیل می‌دهد. کازمین و دیگران (۱۹۸۶) خط عمان را که جداکننده تصادم قاره-قاره زاگرس (در سمت چپ) و فرورانش پوسته اقیانوس دریای عمان به زیرمکران است (در سمت راست)، از نوع گسل تبدیلی نوع قوس-قوس (روایت و همکار، ۱۹۷۹) در نظر می‌گیرند؛ بنابراین ادامه خط عمان در ایران، یعنی گسل میناب هم باید گسل تبدیلی نوع قوس-قوس باشد (درویش زاده، ۱۳۷۰). طول این گسل در حدود ۳۰۰ کیلومتر می‌باشد.

### گسل معکوس اصلی زاگرس (MZRF)
این گسل به عنوان یک مرز ساختاری با تغییرات اساسی در تاریخچه رسوبگذاری، جغرافیای گذشته و لرزه خیزی مطرح شده‌است. گسل معکوس اصلی زاگرس با امتدادی شمال باختری- جنوب خاوری از باختر ایران تا شمال ناحیه بندرعباس گسترش دارد. بنابر نظر بربریان ۱۹۹۵ هیچ گونه گواهی بر گسیختگی تاریخی یا قرارگیری پهنه‌های مهلرزه ایی زمین‌لرزه‌هایی با بزرگای زیاد در طول این گسل وجود ندارد.

## زمین‌شناسی اقتصادی
در استان هرمزگان، تاریخچه تکوین زمین‌شناسی نشانگر عملکرد، حوادث و فرآیندهای مختلف زمین‌شناسی است که موجب افزایش توان معدنی استان گردیده‌است. در غرب استان وجود کمربند چین خورده زاگرس و شرایط خاص زمین‌شناسی حاکم بر آن موجب تجمع ذخایر هیدروکربوری قابل توجه گردیده‌است. افزون بر آن، ناحیه مورد نظر از نظر ذخایر معدنی غیر فلزی توانایی کافی دارد. در خاور استان وجود کمربندهای افیولیتی، فعالیت ماگماتیسم و فرآیندهای گرمابی پتانسیل‌های معدنی متنوعی از ذخایر فلزی و غیرفلزی فراهم آورده‌اند.
اطلاعات موجود حاکی از آن است که استان هرمزگان از نظر کرومیت، تیتان، مس، منگنز و سنگ‌های تزئینی و نما به ویژه ذخایر نفتی و گازی قابل بازیافت، پتانسیل خوبی دارد که در صورت شناسایی، اکتشاف و بهره‌برداری می‌تواند در توسعه اقتصادی استان نقش اساسی داشته باشد. با توجه به پهنه‌های ساختاری، قلمروهای معدنی استان هرمزگان عبارتند از:
الف) ناحیه زاگرس (سنگ گچ، سنگ نمک، سنگ آهک، خاک سرخ، گل سرشوی (بنتونیت)، سنگ آهن، سنگ‌های ساختمانی)
ب) ناحیه فلیش‌های مکران و آمیزه‌های رنگین (نسوزها شامل کرومیت، آزبست و منیزیت، منگنز، تالک، اسمکتیت، سنگ‌های تزئینی و نما)
ج) زون سنندج سیرجان (سنگ‌های تزئینی و نما، کانی‌های گروه گرونا و آندالوزیت و سیلیس)

## معادن مس استان هرمزگان
- معدن مس شیخ عالی[۶]

موقعیت مکانی: این معدن در ۳۰۰ کیلومتری جنوب کرمان، ۲۰۰ کیلومتری شمال شرق بندرعباس، ۲۶ کیلومتری جنوب شرق دولت‌آباد، ۲ کیلومتری جنوب شرقی آبادی عشایری شیخ عالی قرار دارد.
- معدن مس تنگ قوچان[۸]
- معدن آهن و مس گودکنار[۹]

## معادن کرومیت استان هرمزگان
- معدن کرومیت گدار انجیر[۱۰]
- معدن کرومیت میر بهار برنطین[۱۱]
- معدن کرومیت سفید باغ گیشاب[۱۲]
- معدن کرومیت احمدآباد[۱۳]
- معدن کرومیت گیشک[۱۴]
- معدن کرومیت و منگنز جائر[۱۵]
- معدن کرومیت بادافشان[۱۶]
- معدن کرومیت آریان بهرام[۱۷]
- معدن کرومیت دیر مغان[۱۸]
- معدن کرومیت قلعه زنگی[۱۹]
- معدن کرومیت آستان زرین[۲۰]
- معدن کرومیت سیاه سرمه[۲۱]
- معدن کرومیت آبید[۲۲]
- معدن کرومیت چاله مورت[۲۳]
- معدن کرومیت صحرا رود[۲۴]
- معدن کرومیت برنطین[۲۵]
- معدن کرومیت تیک سیاه[۲۶]

## دانشگاه‌های دارای رشته زمین‌شناسی و گرایش‌های مرتبط در استان هرمزگان
| رشته/گرایش                 | دانشگاه                            | مقطع تحصیلی   |
| -------------------------- | ---------------------------------- | ------------- |
| زمین‌شناسی                  | دانشگاه آزاد واحد بندرعباس         | کارشناسی      |
| زمین‌شناسی مهندسی           | دانشگاه آزاد واحد بندرعباس         | کارشناسی ارشد |
| زمین‌شناسی                  | دانشگاه هرمزگان                    | کارشناسی      |
| رسوب‌شناسی و سنگ‌شناسی رسوبی | دانشگاه هرمزگان                    | کارشناسی ارشد |
| رسوب‌شناسی و سنگ‌شناسی رسوبی | دانشگاه هرمزگان                    | دکترا         |
| مهندسی نفت (اکتشافات)      | دانشگاه آزاد واحد قشم              | کارشناسی      |
| زمین‌شناسی (محض)            | دانشگاه پیام نور مرکز بین‌الملل قشم | کارشناسی      |
| زمین‌شناسی                  | دانشگاه پیام نور مرکز بین‌الملل قشم | کارشناسی      |
| چینه‌شناسی و فسیل‌شناسی      | دانشگاه پیام نور مرکز بین‌الملل قشم | کارشناسی ارشد |
| چینه نگاری و دیرینه‌شناسی   | دانشگاه پیام نور مرکز بین‌الملل قشم | کارشناسی ارشد |